# Weselin Beszewliew
Weselin Beszewliew (bułg. Веселин Бешевлиев; ur. 25 marca 1900, zm. 9 października 1992) – bułgarski historyk i filolog. Od 1941 roku członek korespondent Bułgarskiej Akademii Nauk. Autor pracy Pyrwobyłgarski nadpisi (1935–1936).

## Życiorys
Studiował historię i filologię słowiańską na Uniwersytecie w Sofii (1919–1920) i filologię klasyczną w Niemczech: w Halle (Saale), Jenie i Würzburgu (1920–1925), gdzie obronił doktorat. Asystent (1925–1929), docent (1929–1933) i profesor filologii klasycznej Uniwersytetu Sofijskiego (1933–1944). Od 1933 członek rzeczywisty Bułgarskiego Instytutu Archeologicznego, od 1941 członek korespondent BAN. Kierownik sekcji Epigrafiki w Instytucie Archeologii i Muzeów przy BAN (1958–1964) i sekcji Etnogenezy narodów bałkańskich i geografii Bałkanów w Instytucie Bałkanistyki przy BAN (1964–1972). W 1972 roku otrzymał nagrodę im. Herdera.

## Wybrane publikacje
- Wiarata na pyrwobyłgarite (Sofia 1939)
- Epigrafski prinosi (Sofia 1952)
- Antike und Mittlelalter in Bulgarien (Berlin 1960, wspólnie z J. Irmscher)